# Cattedrale di Cebu
La cattedrale di San Vitale di Milano e dell'Immacolata Concezione (in filippino: Katedral ni San Vidal ng Milan at ng Kalinis-linisang Paglilihi), conosciuta anche come Cattedrale di Cebu, è il principale luogo di culto della città di Cebu, Visayas Centrale, in Filippine, sede vescovile dell'omonima arcidiocesi.